# Mark Onwuha Unegbu
Mark Onwuha Unegbu (* 30. Juni 1917 in Arondizuogu, Protektorat Südnigeria; † 31. Oktober 2002) war ein nigerianischer römisch-katholischer Geistlicher und Bischof von Owerri.

## Leben
Mark Onwuha Unegbu empfing am 30. Juni 1944 das Sakrament der Priesterweihe für das Apostolische Vikariat Onitsha-Owerri. Am 12. Februar 1948 wurde er in den Klerus des Apostolischen Vikariats Owerri inkardiniert und am 23. Juni 1958 schließlich in den Klerus des Bistums Umuahia.
Am 25. Juni 1970 ernannte ihn Papst Paul VI. zum Bischof von Owerri. Der Erzbischof von Onitsha, Francis Arinze, spendete ihm am 20. September desselben Jahres die Bischofsweihe; Mitkonsekratoren waren der Bischof von Umuahia, Anthony Gogo Nwedo CSSp, und der Bischof von Ikot Ekpene, Dominic Ignatius Ekandem.
Papst Johannes Paul II. nahm am 1. Juli 1993 das von Mark Onwuha Unegbu vorgebrachte Rücktrittsgesuch an.